# C'era una volta Windaria
C'era una volta Windaria (童話めいた戦史ウインダリア,?, Dôwa meita senshi Windaria) è un film d'animazione del 1986 diretto da Kunihiko Yuyama.
La pellicola è stata prodotta dalla Kaname Production.
L'edizione italiana deriva da quella statunitense della Harmony Gold.

## Trama
Itha e Paro sono due città stato che dopo un lungo conflitto hanno firmato un trattato di non belligeranza, ma mentre la prima è cresciuta florida, ricca di acqua affacciata su un immenso lago e immersa nel verde di colline sfruttate da coltivazioni di vario genere, Paro, arroccata sulle montagne, è andata lentamente incontro ad un oscuro declino. Il principe Roland di Paro e la principessa Veronica di Itha si amano a tal punto che per lungo tempo riescono a trattenere i rispettivi genitori dall'intraprendere un secondo conflitto. Ma la penuria d'acqua che attanaglia Paro rende la guerra inevitabile.
A questo punto viene assoldato un uomo per allagare la città di Itha, ma il piano fallisce quando interviene Alan, un giovane ragazzo che ama la natura, la sua città e la sua donna, Maria, ma che custodisce in sé grandi ambizioni. Quando viene contattato da Paro per un aiuto, parte da casa lasciando la sua amata e si lascia comprare finendo per distruggere lui stesso la sua Itha. Mentre il conflitto si fa sempre più aspro il re di Paro muore e il comando viene preso dal principe Roland, mentre ad Itha il comando viene preso dalla principessa Veronica. I due, un tempo amanti, sono così costretti ad affrontarsi e infine Veronica uccide il suo uomo per poi suicidarsi.
Il regno di Paro risulta infine vittorioso e ricompensa Alan con un castello e grandi ricchezze. Il giovane passa qui tre mesi in cui si abbandona ai piaceri della vita, dimenticando del tutto la sua patria e l'amata Maria, che ancora lo attende nella distrutta Itha. Quando però i regnanti decidono di liberarsi di lui, vedendolo ormai come un peso, egli è costretto a fuggire, e tornando a casa capisce di aver sbagliato tutto. Itha è sommersa dalle acque e non vi è rimasto più nessuno. Torna così nelle campagne, nella sua vecchia casa, tra le cui rovine ritrova Maria a cui chiede perdono. Ma quella che lo aspettava, in realtà, era solo il fantasma di Maria, morta sotto i bombardamenti.

## Distribuzione

### Edizione italiana

#### Doppiaggio
In Italia, come succedeva spesso all'epoca, tutti i nomi vennero in certi casi italianizzati e in altri storpiati completamente.
- Jill - Principe Roland - Giuliano Giacomelli
- Ahnas - Principessa Veronica - Monica Ward
- Izu - Alan da giovane - Vittorio Guerrieri
- Izu - Alan da anziano - Dario De Grassi
- Lagado - Giuliano Santi
- Marlin - Maria - Barbara De Bortoli